# Nova vas pri Mokricah
Nova vas pri Mokricah – wieś w Słowenii, w gminie Brežice. W 2018 roku liczyła 233 mieszkańców.